# TOWER RECORDS Presents アップアップガールズ（仮）対バン行脚（仮）
TOWER RECORDS Presents アップアップガールズ（仮）対バン行脚（仮）（タワーレコードプレゼンツ アップアップガールズかっこかり たいバンあんぎゃかっこかり）は、女性アイドルグループ『アップアップガールズ（仮）』の対バン形式のライブツアー。主に東京ではなく、地方でその土地ごとのローカルアイドルと対バンするというもの。2013年2月24日から4月6日にかけて以下の6都市で行われた。
| 日付          | 地名   | 会場名                          | 対戦相手                             |
| ------------- | ------ | ------------------------------- | ------------------------------------ |
| 2013年2月24日 | 新潟市 | 新潟LOTS                        | 〜新潟決戦 VS Negicco〜              |
| 2013年3月09日 | 仙台市 | 仙台Rensa                       | 〜仙台決戦 VS Dorothy Little Happy〜 |
| 2013年3月16日 | 松山市 | 松山サロンキティ                | 〜松山決戦 VS ひめキュンフルーツ缶〜 |
| 2013年3月20日 | 札幌市 | Zepp Sapporo                    | 〜札幌決戦 VS フルーティー〜         |
| 2013年3月24日 | 福岡市 | ベスト電器福岡本店 ベストホール | 〜福岡決戦 VS LinQ〜                 |
| 2013年4月06日 | 東京都 | ラフォーレミュージアム六本木    | 〜東京決戦 VS BiS〜                  |

全日程終了後、新潟決戦・仙台決戦・松山決戦・福岡決戦・東京決戦の模様がアイドル専門チャンネルPigooで放送された。また、8月には5枚組のDVD-BOX、アップアップガールズ（仮）対バン行脚（仮）〜Official Bootleg BOX〜が発売された。同DVD-BOXには、新潟決戦・仙台決戦・松山決戦・福岡決戦・東京決戦の模様が収録され、アップアップガールズ（仮）のメンバー7名によるオーディオコメンタリーも収録されている。
以下当項目では、このライブツアーのことを対バン行脚と記す。

## 開催までの経緯
アップアップガールズ（仮）（以下、アプガ）は2012年12月15日、ラフォーレミュージアム六本木にてアップアップガールズ（仮） 2nd LIVE 六本木決戦（仮）を開催した。その中で、T-Palette Records代表・タワーレコード代表取締役社長の嶺脇育夫が登場し、対バン行脚の開催を発表した。嶺脇は、同グループにとってホームである「東京でいつもライブやって」いる状況を「ちょっとぬるま湯」と表現した上で、「まだ戦いが足りない」ので「アウェーに行ってもらいます」と述べた。
また同時に、アプガにとって3回目の単独ライブであるアップアップガールズ（仮） 3rd LIVE 横浜BLITZ大決戦（仮）が2013年4月13日に行われることも発表された。同ライブの会場である横浜BLITZのキャパシティは1500人であり、埋めることの出来なかったラフォーレミュージアム六本木よりキャパが大きい会場である。対バン行脚は、アプガの戦闘能力を高め、横浜BLITZ大決戦を成功させるための試練となる。
その後、2013年1月2日には東京決戦の対戦相手がBiSであることが発表され、2月8日には札幌決戦 VS フルーティーの開催が発表された。
2月17日、アプガは恵比寿LIVE GATEにて『LIVE GATE MUSIC AWARDSご褒美公演』を開催したが、同公演終了後にテレ朝動画のレギュラー番組『上々少女's』の取材体制が同番組のスタッフより説明された。上々少女'sのスタッフは対バン行脚に同行できないが、アプガのマネージャー・そしてメンバー自身がカメラマン兼ディレクターとなり撮影するという体制となる。森は自身でカメラを持ち「客観的に自分たちを見ることができた」とした。
また、アプガのマネージャーはメンバーに、対バン行脚に密着した写真集（RUN! アプガ RUN!（仮））を製作することについて説明した。同写真集の撮影はSUSIEであり、取材・文は土屋恵介である。

## 新潟決戦
新潟決戦の対戦相手は新潟のローカルアイドルグループであるNegicco。今回の会場である新潟LOTSでもワンマンライブを行ったことがある。「サウンドもしなやかで人柄もほんわか」という特徴があり、アプガとはタイプの違うアイドルグループである。一方、NegiccoとアプガはT-Palette Recordsのレーベルメイトであり、2012年7月に新潟The PLANETにて行われた『全国あいどるmap 2012-2013 出版記念GIG』・同年11月に同じく新潟The PLANETにて行われた『アイドル☆グラフティー Vol.3』でも共演している。また、同年12月に品川ステラボールにて行われた『T-Palette Records感謝祭2012』では、アプガの森咲樹がNegiccoの出番の際に飛び入り出演している。
2月23日、アプガはイオンモール新潟南にてトークショー＆握手会を行った。
翌24日、雪の降る中アプガは今回の会場である新潟LOTSに入った。今回の上々少女'sカメラ担当は仙石みなみである。その後、Negiccoのメンバーがアプガのメンバーの楽屋を訪れ、バレンタインデーのプレゼントをアプガのメンバーに贈呈した。アプガのメンバーは女子力の差を感じることとなった。また、古川小夏は直前のインタビューでNegiccoのファンやメンバーがかもし出す雰囲気に飲まれないよう「いつものガツガツ感を忘れ」ないと宣言した。
会場にほぼ同等の数のアプガのファンとNegiccoのファンが来場する中、ライブがスタートした。アプガは「SAKURADRIVE」を初披露・メロン記念日のカバー曲「お願い魅惑のターゲット」を披露するなどし、アプガパートは終了した。Negiccoのパートではアプガパートの盛り上がりを「一気にNegiccoワールド」に変えて終了した。アンコールではNegiccoの「圧倒的なスタイル」をNegiccoとアプガのメンバー10人で披露。「温かいムード」で新潟決戦は終了した。
公演終了後のインタビューでは、森・新井が空回りしたことについて述べ、佐保明梨は「〈ちゃんと見せる〉というのができてない」と述べた。また、古川は「お客さんを見るってことはできてなかった」と述べた。土屋恵介は「Negiccoに持ってかれてる雰囲気を感じました」と評価した。
また、会場にはアプガの先輩に当たる元メロン記念日の斉藤瞳（新潟県出身）が訪れていた。斉藤の残したアドバイスが#松山決戦で役立つこととなる。
新潟決戦セットリスト（タワーレコードのレポートに掲載された曲のみ）
- overture（仮）
- イチバンガールズ!
- マーブルヒーロー
- バレバレI LOVE YOU
- Beautiful Days!
- SAKURADRIVE
- リスペクトーキョー
  - 「新潟なう」[25]
- チョッパー☆チョッパー
- アッパーカット!
- お願い魅惑のターゲット
- ストレラ!〜Straight Up!〜

- Negiccoパート

- 圧倒的なスタイル

## 仙台決戦
仙台決戦の対戦相手は仙台・東北のローカルアイドルグループであるDorothy Little Happy（以下、ドロシー）。今回の会場である仙台Rensaで単独ライブを行った経験もあり、同会場でのライブ出演数1位という記録を持つ。
ドロシーとアプガは、2012年7月8日にTOKYO FM HALLで行われた『Girl's Live ×2〜ドロシー×アップアップ〜』で対バンした経験がある。その際はどちらのメンバーも相手のグループに「負けた」と感じていた。今回は2度目の直接対決となる。
また、仙石は仙台出身であり「謎のテンションで意気上がる」という状態であった。
そのような背景のある中、3月9日、アプガは仙台に到着し会場である仙台Rensaに入った。今回の上々少女'sカメラ担当は古川である。その後、ドロシーメンバーが会場入りして楽屋に入ったところでアプガのメンバーは挨拶に向かった。新潟決戦ではNegiccoのメンバーに先に挨拶されたため、今回は先に挨拶したのである。その後のタワーレコードのレポート用のインタビューで、古川は「Negiccoさんの（中略）雰囲気に私たちも引きずられたので。今回は（中略）いつものガツガツ感で!」と、この公演に対する目標を述べた。
アプガが「ゴールドのロングスリーヴ・ヴァージョンの衣装」を着て登場し、ライブがスタートした。新曲の「SAKURADRIVE」では、新潟決戦と比べ関根梓の喉の調子がよく、曲の最後の部分のフェイクが決まった。アプガのパートが終わり、ドロシーのパートではBiSのカバー曲「nerve」などが披露された。アンコールではドロシーの「デモサヨナラ」をドロシーとアプガのメンバー12人で披露し仙台決戦は終了した。
公演後、アプガのパフォーマンスについて、土屋恵介は「新潟での反省点を踏まえたステージング」と評価した。
仙台決戦セットリスト（タワーレコードのレポートに掲載された曲のみ）
- overture（仮）
- イチバンガールズ!
- MC
- SAKURADRIVE
- マーブルヒーロー
- なめんな!アシガールズ
- リスペクトーキョー
  - 「仙台なう」[29]
- UPPER ROCK
- チョッパー☆チョッパー
- アッパーカット!
  - 勝者は仙石[29]
- お願い魅惑のターゲット
- サイリウム

- ドロシーパート

- デモサヨナラ

翌10日、アプガはTOWER RECORDS仙台パルコ店にてミニライブ＆握手会を行った。

## 松山決戦
松山決戦の対戦相手は愛媛のローカルアイドルグループであるひめキュンフルーツ缶（以下、ひめキュン）。今回の会場である松山サロンキティを本拠地としており、通常の練習も同所で行っている。また、松山市の商店街である松山銀天街とコラボレーションしており、街の中でポスターが貼られているのを見ることができる。
そのように地元に密着しているひめキュンとアプガは過去に2度同じライブイベントに出演したことがあり、また、対バン行脚が決まった後である2013年1月に同じライブイベントに出演した際は楽屋が同じで、座席も近辺であった。ところで、アプガの森は、自身がレギュラー出演しているNHK Eテレ『Rの法則』の地方アイドル特集で松山を訪れ、ひめキュンを取材した経験があったため、森の紹介で両グループが会話した。その際判明したのは、キャラが似ているメンバーが互いのグループにいたということである。
| アプガ     | ひめキュン | キャラ                                     |
| ---------- | ---------- | ------------------------------------------ |
| 仙石みなみ | 谷尾桜子   | 一番年上だが、ふわふわしている。           |
| 古川小夏   | 岡本真依   | 熱い。                                     |
| 佐藤綾乃   | 河野穂乃花 | 根が暗く人見知り。陰キャラ。               |
| 関根梓     | 奥村真友里 | 宇宙人。                                   |
| 新井愛瞳   | 菊原結里亜 | 一番年下だが、一番年上に突っ込みを入れる。 |

また、両グループはライブでの「攻め」感が似ているといわれる。森も「お互い全力でのライブがウリ」であるがゆえに「対バン行脚の中で、実は愛媛が一番ビビッていた」と松山決戦前にコメントしている。
そのような背景のある中、松山決戦の前日である3月15日、マネージャーとメンバーのミーティングが行われた。マネージャーは六本木決戦の時にできていなかった「自分達（メンバー）で工夫して考え」るということが最近できていることを評価しつつも、約1ヵ月後に迫った横浜BLITZ大決戦のチケットが売れ残っているという現実を考え、メンバーに対し「もっとあせんなきゃいけないと思うし、もっと色々考えなきゃいけないと思う」と語り、メンバーの奮起を促した。
翌16日、アプガは松山に到着した。今回の上々少女'sのカメラ担当は森である。佐藤は松山の海を航空機の中から見て、テンションが上がり「海行きたい」と主張した。
今回の会場である松山サロンキティに入ると、本日からの新衣装と、本日のアンコールで歌う「例えばのモンスター」の披露時に着る骸骨の衣装（仮）バージョンが用意されていた。その後、ひめキュンのメンバーがアプガの楽屋を訪問し、愛媛のみかんを差し入れした。その後の作戦会議で、今回のテーマは丁寧にパフォーマンスするということに決まった。お互いのグループの特徴が同じであるため「一曲一曲のクオリティを上げていかないと（ひめキュンと）同じにな」るという理由がそのテーマの背景にある。
アプガが「白の（仮）タンクトップに革ジャン、デニムのショートパンツという衣装」を着て登場し、ライブがスタートした。250名ほどを収容する客席は満員状態である。MCでは新井が中学校を卒業したことを祝い、会場のファンの多くが新井のイメージカラーである青いサイリウムを振るという場面も見られた。新井は「まさか松山で。ありがとうございます。」とコメントした。また、森の靴に異変が見られた。「リスペクトーキョー」の時に靴底（ソール）が剥がれ、「アッパーカット!」でステージからはけ、テープで応急処置を行った。そして「お願い魅惑のターゲット」では新潟決戦に来場していた斉藤瞳からのアドバイス「もっとお客さんの目を見て歌ったほうがいい」を守り、会場の一体感を作り上げた。
アプガのパートが終わり、ひめキュンのパートでは森の持っているカメラが拭いても拭いても曇る状況であった。その後ひめキュンのパートも終了し、アンコールではひめキュンのメンバーとアプガのメンバー総計12名が骸骨の衣装を着てステージに上がった。12名はひめキュンの「例えばのモンスター」を披露し、コンサートが終了した。
コンサート終了後の反省会では、古川は「ドロシーとの時（仙台決戦）の方が会場全体を巻き込んで盛り上がれてた気がして」「冷静な人（お客さん）とかもいた」と自己評価した。マネージャーは古川の自己評価に対し「丁寧にやるのは全然いいと思うんだけど、多分今日みたいなライブはぶっ壊れるぐらいやるほうがいいのかな」と述べた。
| 順               | 曲名                          | 備考         |
| ---------------- | ----------------------------- | ------------ |
|                  | overture（仮）                |              |
| 01               | Going my ↑                    |              |
| 02               | バレバレI LOVE YOU            |              |
| MC               |                               |              |
| 03               | マーブルヒーロー              |              |
| 04               | 夕立ち!スルー・ザ・レインボー |              |
| 05               | リスペクトーキョー            | 「松山なう」 |
| 06               | チョッパー☆チョッパー         |              |
| 07               | UPPER ROCK                    |              |
| 08               | アッパーカット!               |              |
| 09               | お願い魅惑のターゲット        |              |
| MC               |                               |              |
| 10               | サイリウム                    |              |
| ひめキュンパート |                               |              |
| アンコール       |                               |              |
| 01               | 例えばのモンスター            |              |

翌17日、アプガは道後温泉前・松山城を訪れた後、エミフルMASAKIにてミニライブ＆握手会を行った。1回目のミニライブでの衣装は昨日も着た骸骨の衣装であった。その後、海を訪れ、メンバー7名で海に向かって叫んだ。

## 札幌決戦
対バン行脚番外編として開催される札幌決戦の対戦相手は北海道のローカルアイドルグループであるフルーティー。今回のライブはフルーティーにとって「5ヶ月連続ZEPPのラスト」にあたる公演であった。
3月20日、アプガはタワーレコード札幌ピヴォ店にて、佐藤を除くメンバーで「SAKURADRIVE/Dateline」のリリースイベントを行った。同イベント後に対バン行脚のリハーサルを行い、タワーレコードアリオ札幌店を訪れ、店員に挨拶など行った。
佐藤を除くメンバーは午後5時にZepp Sapporoに戻り、今回の上々少女'sのカメラ担当の佐保が裏口で待機していると、高校を卒業した佐藤が到着した。すぐに握手会を行った後、対戦相手のフルーティーの控え室に向かい挨拶した。これまでの対戦相手とは違い、ほぼ初めて会う相手であるため、挨拶には遠慮が見られた。その後札幌決戦のテーマが決められた。
北海道でライブを行うのは初であるため、アプガのファンであっても初めてライブを見る人が多い。そのため「その人たちがやっと見れたって思うようなアプガらしいライブに」する必要があった。しかし、盛り上げ曲は最後の4曲（UPPER ROCK・チョッパー☆チョッパー・アッパーカット!・お願い魅惑のターゲット）だけであるため、上記のようなテーマとなった。
ライブでは、前記の4曲の他・バレバレI LOVE YOU・フルーティーとのコラボ曲「Fight!」などを披露し終了した。終了後、反省会が行われた。札幌決戦のテーマに対し森は「そういう姿勢はあったと思いますね」と自己評価した。

## 福岡決戦
地方では最後の対バン行脚となる福岡決戦の対戦相手は福岡のローカルアイドルグループであるLinQ。T-Palette Records所属時代にオリコンシングルチャートTop10入りを2回果たし、メジャーデビューも決定している。今回の会場である天神ベストホールはLinQにとってホームといえるホールであり、アプガにとっては「完全アウェイ」と言える状況である。
また、アプガには佐藤綾乃、LinQには山木彩乃と、どちらのグループにも「あやのん」がいる他、アプガの「アッパーカット!」などのトラックメーカーであるPandaBoYが、LinQの楽曲の作曲・編曲を行っているSHiNTAの弟子にあたる等の関係がある。
3月23日、アプガはタワーレコード福岡店にて「SAKURADRIVE/Dateline」のリリースイベントを行った。同グループが福岡を訪れたのは2012年11月以来2度目となる。また福岡城にも行くなどした後、旅館でミーティングを行った。テーマは翌日の福岡決戦のことである。「（今までは）何だかんだ言ってホームだった」が、今回は「LinQさんのファンの方が多い」「完全アウェー」の状態である。結論としては、佐保の言う「アウェーをホームに変えてみせる!」というところに落ち着いた。
翌24日、福岡決戦の会場である天神ベストホールに入り、LinQの楽屋に挨拶に向かった。楽屋ではデカイ自慢対決などが行われ、アプガからは、声がデカイ古川などが参加した。
アプガのファンよりLinQのファンの方が多いとみられる状態でライブがスタートした。衣装は黒のレザーのバトルスーツ。MCでは当節冒頭の仙石のセリフの他、佐藤も「私が真のあやのだと見せつけたいと思います」「負けないぞー」と叫び、客席の空気を良化していった。
アプガのパートが終わり、LinQのパートのMCには古川と佐保が参加した。その後LinQパートも終了し、アンコールのコールが始まった。コールの始まりは通常のLinQのコンサートでのコールと同様「替え玉!」「もう一杯!」であったが、次第に「替え玉!」「（仮）」へと変化していった。ステージに2組が登場後、乱闘が始まり、『あやの』対決も見られた。LinQの松村くるみが乱闘を終わらせ、「お互いあと1曲勝負しようじゃないかー」と声をあげ、師弟関係にあるSHiNTAとPandaBoYの合作による「祭りのアッパーカットな夜」の披露が2組合同で行われた。元曲はアプガのアッパーカット!とLinQの祭りの夜〜君を好きになった日〜の2曲である。
こうして最後に「いっしょに一体感が作」られた福岡決戦が「また対バンしましょう」と「ハッピーエンドで終わ」った。佐保は「（LinQのメンバーは）細かいとこまで自分たちで考えて用意してる」ことを学んだと語っており、関根も同様に語っている。佐藤は「そこまで盛り上がらなかったけど（中略）楽しかったですアウェイ戦」と述べた。
福岡決戦セットリスト（タワーレコードのレポートに掲載された曲のみ）
- overture（仮）
- イチバンガールズ!
- マーブルヒーロー
- MC
- SAKURADRIVE
- バレバレI LOVE YOU
- 夕立ち!スルー・ザ・レインボー
- リスペクトーキョー
  - 「福岡なう」[91]
- UPPER ROCK
- チョッパー☆チョッパー
- アッパーカット!
- あの坂の上まで、

- LinQパート

- 祭りのアッパーカットな夜

## 東京決戦
最後の対バン行脚となる東京決戦の対戦相手はBiS。2011年12月20日に恵比寿リキッドルームでワンマンライブ「IDOL is DEAD」を行った。それ以降「IDOL is DEAD」という言葉は楽曲タイトルなどにも使用されている。2012年7月にはavex traxよりメジャーデビュー。2013年3月には両国国技館でワンマンライブを行い、2階席は閉鎖されたものの、関係者を含め約4000人を集めた。
一方アプガは3月30日から4月6日まで8日連続でイベント・ライブを行っており、BARKSはこれを「地獄のロード」と表現している。東京決戦はその最後に当たる。
4月6日の朝、アプガは新曲「ガーリーズハイ」の振り入れを行った。この曲は作詞：NOBE・作曲：michitomoによるvs BiS専用曲で、「IDOL IS "NO" DEAD!」がテーマとなっている。また、振付は竹中夏海によるものではなく、古川、佐藤、佐保の3名によるものであるが、ほとんどの振付は古川が考えたものだという。ただし、サビの部分の手をぐるぐる回す振付は佐保が考えた。
その後アプガのメンバーはラフォーレミュージアム六本木に入った。この会場は、対バン行脚の開催が発表された六本木決戦以来で、約4ヶ月ぶりとなる。そんな中、佐藤は体調を崩しており、佐保は喉の具合が良くなかった。会場入り後、リハーサルが行われた後に、BiSの楽屋に挨拶に向かった。
午後5時、暴風・大雨という気象状況の中、ラフォーレミュージアム六本木には約1000人の観客が集まっていた。タワーレコード代表取締役社長の嶺脇育夫の挨拶の後、アプガのライブがスタートした。2曲目に新曲「ガーリーズハイ」が披露され、「アッパーカット!」で佐藤が鼻血を出し、ステージ袖にはけるなどの出来事があった。アプガパートが終了し、BiSパートでは、客席前方の柵が破壊されてしまうというハプニングが発生するも、アンコールに突入した。アンコールではBiSの「nerve」をBiSとアプガのメンバー11人で披露しライブが終了した。
| 順         | 曲名                   | 備考         |
| ---------- | ---------------------- | ------------ |
|            | overture（仮）         |              |
| 01         | マーブルヒーロー       |              |
| MC         |                        |              |
| 02         | ガーリーズハイ         |              |
| 03         | イチバンガールズ!      |              |
| 04         | リスペクトーキョー     | 「東京なう」 |
| 05         | サバイバルガールズ     |              |
| 06         | UPPER ROCK             |              |
| 07         | チョッパー☆チョッパー  |              |
| 08         | アッパーカット!        |              |
| 09         | お願い魅惑のターゲット |              |
| 10         | Next Stage             |              |
| BiSパート  |                        |              |
| アンコール |                        |              |
| 01         | nerve                  |              |